# Эльсбетен
Эльсбетен (нем. Elsbethen) — коммуна (нем. Gemeinde) в Австрии, в федеральной земле Зальцбург.
Входит в состав округа Зальцбург. Население составляет 5047 человек (на 1 января 2006 года). Занимает площадь 24,16 км². Официальный код — 50 309.

## Политическая ситуация
Бургомистр коммуны — Франц Тифенбахер (АНП) по результатам выборов 2004 года.
Совет представителей коммуны (нем. Gemeinderat) состоит из 25 мест.
- АНП занимает 13 мест.
- СДПА занимает 7 мест.
- местный блок: 4 места.
- АПС занимает 1 место.